# Предел пропорциональности

Диаграмма деформации металлического образца при одноосном растяжении в координатах удлинение — напряжение.
1. Предел абсолютной упругости.
2. Предел пропорциональности.
3. Предел упругости.
4. Предел текучести.

Преде́л пропорциона́льности ({\displaystyle \sigma }) — механический параметр в сопротивлении материалов и теории упругости. Пределом пропорциональности называется максимальное механическое напряжение, при котором ещё выполняется закон Гука, то есть деформация тела прямо пропорциональна приложенной силе.
Кроме того, пределом пропорциональности называется напряжение, при котором отступление от линейной зависимости между нагрузкой и удлинением достигает такой величины, что тангенс угла наклона, образованный касательной к кривой нагружения в координатах «нагрузка — удлинение» в точке предела пропорциональности и осью напряжения, увеличивается на 50 % от своего первоначального значения на упругом участке.

## Примечание
1. ↑  Эти явления обусловлены внутренним трением, нелинейностью зависимости сил взаимодействия атомов от расстояния между ними и неполной упругостью